# Ратто, Гидо
Гидо Марсело Ратто Канциани (исп. Guido Marcelo Ratto Canziani; род. 8 июня 1999, Буэнос-Айрес) — аргентинский футболист, полузащитник клуба «Бинефар».

## Карьера

### «Гибралтар Юнайтед»
Воспитанник футбольных академий испанских «Валенсии» и «Леванте». В августе 2018 года футболист перешёл в гибралтарский клуб «Гибралтар Юнайтед». Дебютировал за клуб 4 января 2019 года в матче против клуба «Линкс». Дебютный гол за клуб забил 17 января 2019 года в матче против клуба «Линкольн Ред Импс». В матче 8 февраля 2019 года в рамках Кубка Гибралтара отличился хет-триком против клуба «Манчестер 62». Всего за клуб отличился 5 забитыми голами во всех турнирах.

### «Славия-Мозырь»
В октябре 2020 года футболист перешёл в белорусскую «Славию». Дебютировал за клуб 31 октября 2020 года в матче против брестского «Динамо», выйдя на поле в стартовом составе. В начале 2021 года футболист продлил контракт с белорусским клубом. Однако в основной команде у футболиста закрепиться так и не вышло, появившись на поле лишь раз. В июле 2021 года футболист покинул клуб, расторгнув контракт по соглашению сторон. Всего за клуб футболист провёл лишь 2 матча, результативными действиями не отличившись.

### «Прат»
В январе 2022 года футболист пополнил ряды испанского клуба «Прат». Дебютировал за клуб 6 марта 2022 года в матче против клуба «Уэска B», выйдя на замену в начале второго тайма. Дебютный гол за клуб забил 26 марта 2022 года в матче против клуба «Форментера». Футболист быстро закрепился в основной команде клуба, однако появлялся на поле преимущественно со скамейки запасных. По окончании сезона покинул клуб.

### «Атлетико Монсон»
В июле 2022 года футболист присоединился к испанскому клубу «Атлетико Монсон». Дебютировал за клуб 16 октября 2022 года в матче против клуба «Эхеа», выйдя на замену на 63 минуте. Дебютный гол за клуб забил 22 января 2023 года в матче против клуба «Ильуэка». Футболист на протяжении сезона был одним из основных игроков клуба, чередуя матчи в стартовом составе и со скамейки запасных, отличившись 2 забитыми голами.

### «Бинефар»
В июле 2023 года футболист стал игроком испанского клуба «Бинефар». Дебютировал за клуб 10 сентября 2023 года в матче против клуба «Альмудевар», выйдя на замену на 59 минуте. В своём следующем матче 23 сентября 2023 года против клуба «Эбро» футболист отличился дебютным забитым голом.